# 摊贩凉廊
43°42′54.65″N 10°24′4.14″E / 43.7151806°N 10.4011500°E

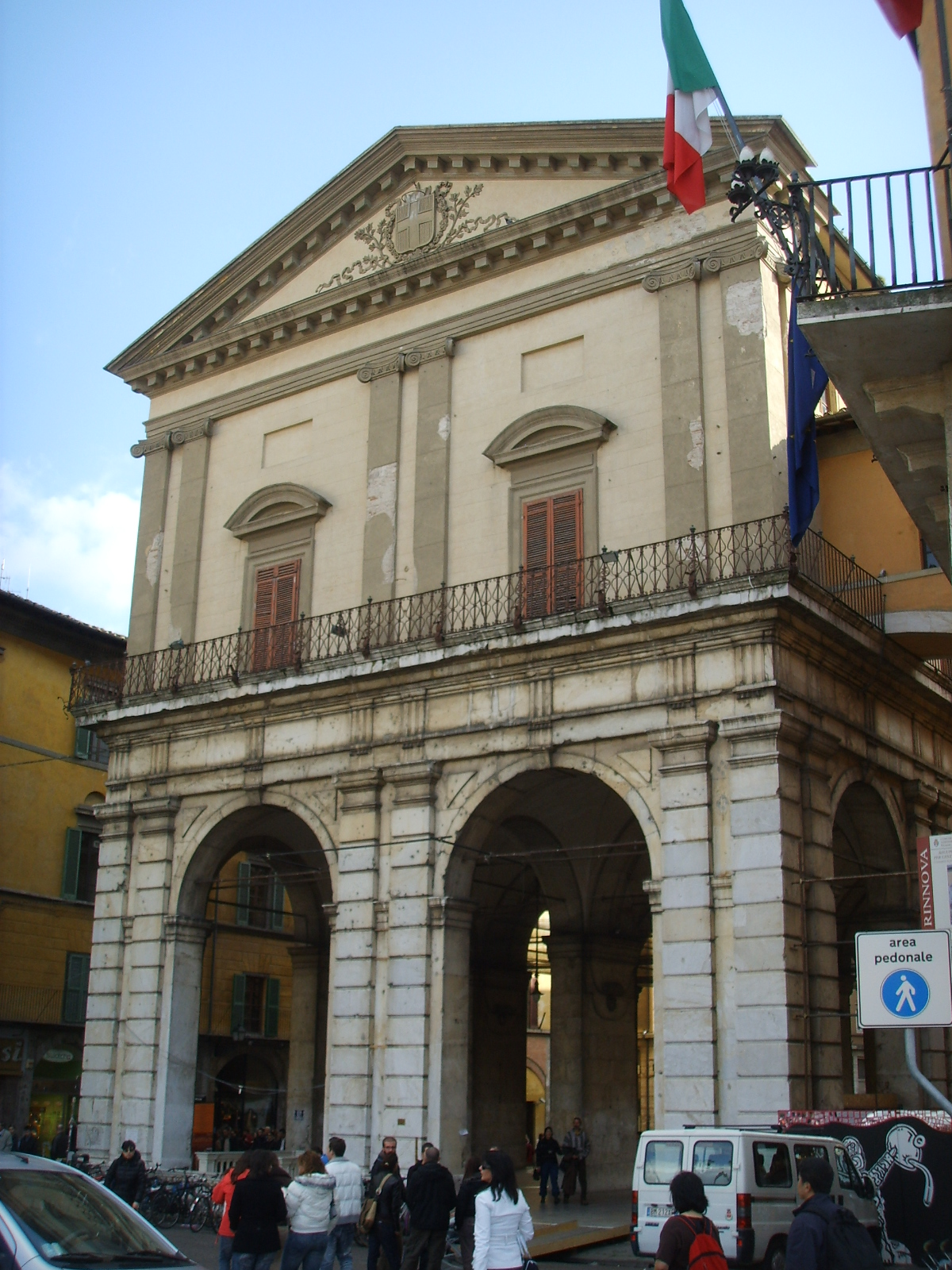
摊贩凉廊

摊贩凉廊（Logge di Banchi）是意大利比萨的一个凉廊，位于市中心中桥的南侧，毗邻执政官宫。
它建于1603到1605年，方形平面，有十二根支柱。当时为羊毛和丝绸市场，其名称就是指市场摊位。今天有时仍用作各种市场。
1865年，比萨国家档案馆曾设于此。